# Wynnella silvicola
Wynnella silvicola är en svampart som först beskrevs av Günther von Mannagetta und Lërchenau Beck, och fick sitt nu gällande namn av John Axel Nannfeldt 1966. Wynnella silvicola ingår i släktet Wynnella och familjen Helvellaceae.  Arten är reproducerande i Sverige. Inga underarter finns listade i Catalogue of Life.

## Bildgalleri

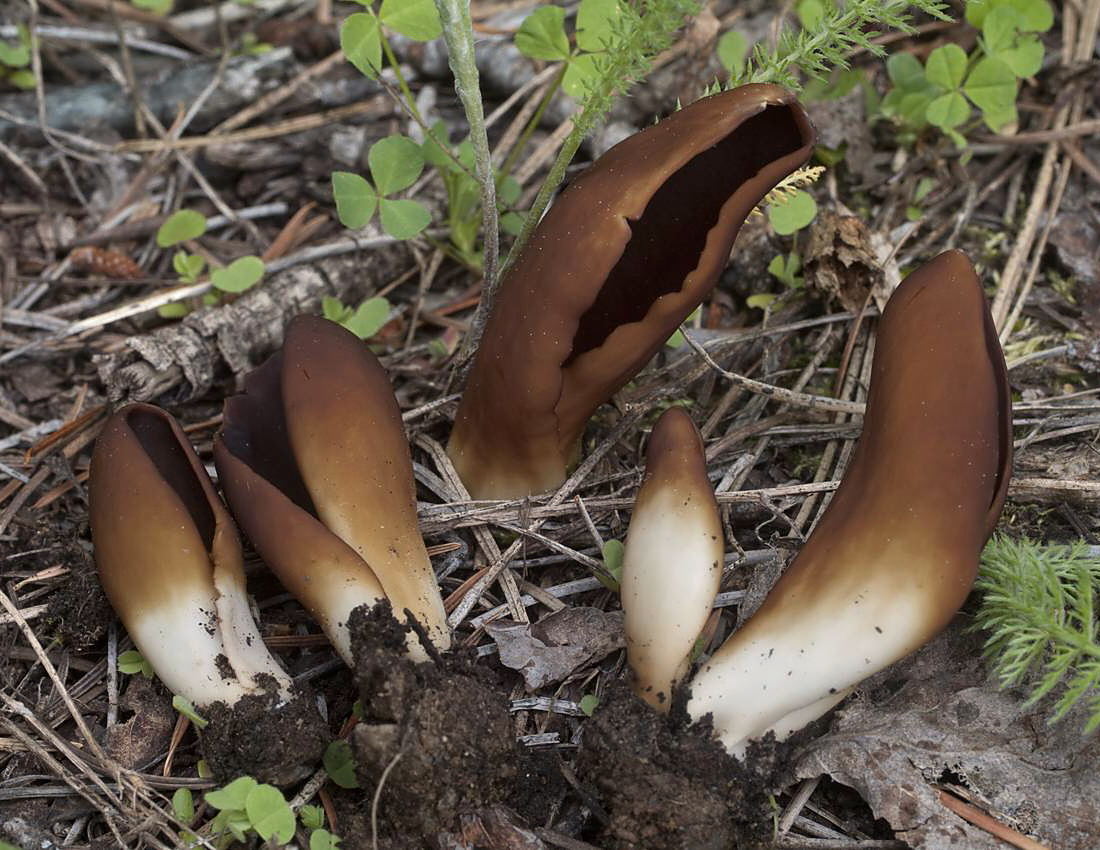